# 達菲爾德 (英屬哥倫比亞)
達菲爾德(英文：Darfield)，加拿大英屬哥倫比亞省湯普森-尼古拉地區湯普森地方利投佛特（Little Fort）至巴利爾（Barriere）之間的未建制鄉村聚居地。此地傍北湯普森河和英屬哥倫比亞省5號公路，河畔對岸為北湯普森1號印地安政區。達菲爾德北臨丘區瓦葉楊省立公園，南臨奇努克灣（Chinook Cove）；郵遞區號為V0E 1R0。

## 資料來源
1. ↑  .   [2021-11-27]. （原始内容存档于2016-03-04）.

51°18′00″N 120°11′00″W / 51.30000°N 120.18333°W